# Monte Sacro (quartiere)

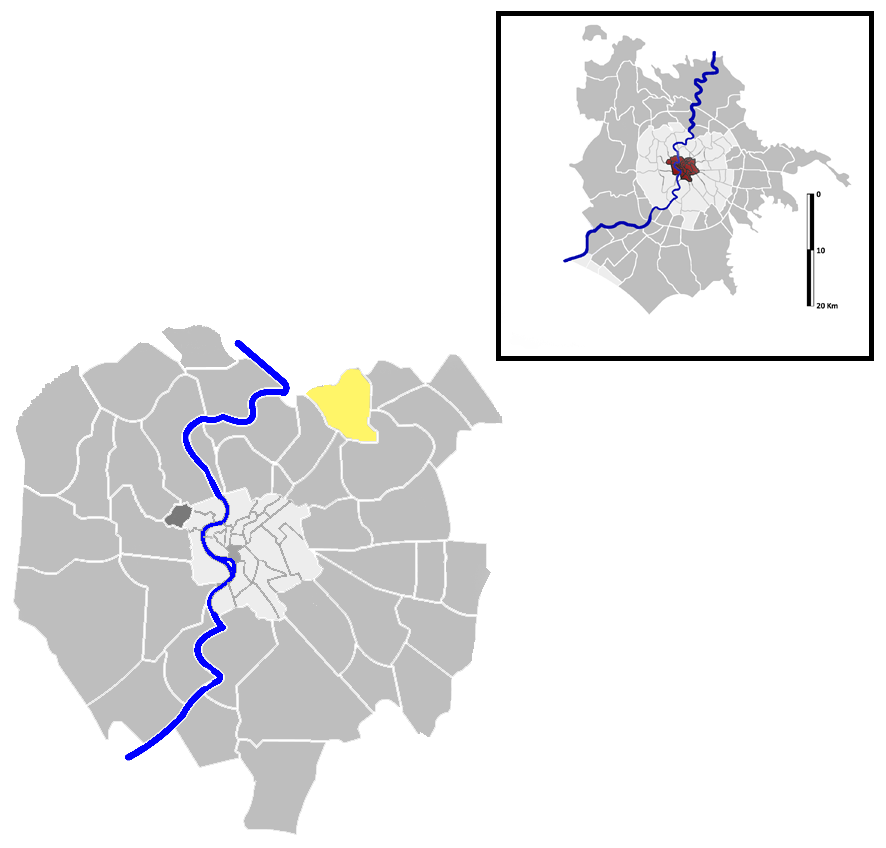
Quartiere Monte Sacro

Monte Sacro é o décimo-sexto quartiere de Roma e normalmente indicado como Q. XVI. Este mesmo topônimo indica a zona urbana 4A do Municipio III da região metropolitana de Roma Capitale. Seu nome é uma referência ao Monte Sacro, que é pouco mais do que uma colina com cerca de 50 metros de altura que fica na margem direita do rio Aniene pouco antes de sua confluência no rio Tibre.

## Geografia

Brasão do Quartiere Monte Sacro.

O quartiere Monte Sacro fica na região norte da cidade, do outro lado do rio Aniene e ao longo do eixo da Via Nomentana. Suas fronteiras são:
- ao norte estão as zonas Z. I Val Melaina e Z. IV Casal Boccone.
- a leste está o quartiere Q. XXVIII Monte Sacro Alto.
- ao sul está o quartiere Q. XXI Pietralata e Q. V Nomentano.
- a oeste está o quartiere Q. XVII Trieste.

A zona urbana tem as seguintes fronteiras:
- ao norte está a zona 4I Tufello.
- a leste estão as zonas 4C Monte Sacro Alto e 5H Casal de' Pazzi.
- a sudeste está a zona 5C Tiburtino Nord.
- ao sul está a zona 5G Pietralata.
- a oeste estão as zonas 4H Sacco Pastore e 4G Conca d'Oro.

A mais conhecida região histórica de Monte Sacro é Tufello.

## História
O território deste quartiere tem sido habitado desde a Antiguidade: ali foram descobertos os "crânios de Saccopastore" e também instrumentos de pedra musterienses de cerca de 120 000 anos atrás. Com a fundação de Roma, conta a lenda que no Monte Sacro se reuniram os áugures para efetuarem suas previsões observando o voo dos pássaros, motivo pelo qual a região se tornou "sagrada". Foi também no Monte Sacro (ou no Aventino) que a plebe romana se reuniu em 494 e novamente em 448 a.C. em duas verdadeiras revoltas contra os patrícios — a primeira e a segunda secessão da plebe (em latim: secessio plebis) — que levaram à instituição dos tribunos da plebe, dos edis plebeus e de uma assembleia própria para ele, o Conselho da plebe (em latim: Concilium plebis), cuja missão era elegê-los; para recordar o evento foi construído ali um grande altar (em latim: Ara) dedicado a Iuppiter Territor. Nesta época, o território do quartiere, que ficava bem longe da muralha, estava repleto de vastos latifúndios pontuados por villas de patrícios e de libertos.
A queda do Império levou à substituição das villas por residências medievais e um despovoamento geral do território que ainda era defendido por causa da Ponte Nomentano, um posto avançado romano e também um importante ponto de passagem para o norte do Lácio. A tradição conta que foi justamente nesta ponte que se encontraram, em 800, o papa Leão III e Carlos Magno. Apesar disto, a distância da muralha garantiu que a região permanecesse um local descampado até pelo menos o final do século XIX. Foi justamente num destes campos que, em 1805, Simón Bolívar, depois de ter aprendido com seu amigo e mentor Simón Rodríguez que naquela colina os plebeus romanos se rebelaram pela primeira vez contra a opressão da classe aristocrática, decidiu jurar pela libertação dos povos sul-americanos.
Na década de 1920, o arquiteto Gustavo Giovannoni projetou e construiu, fora do plano diretor (em italiano:  Piano Regulatore) de Roma, uma "Cidade-jardim", composta por construções do tipo villinos inseridos em meio a uma área verde e com serviços independentes: escolas, igrejas, edifícios postais, parques etc.. Particularmente interessante é a Piazza Sempione, que representa a entrada cenográfica do quartiere, com edifícios construídos por Gustavo Giovannoni e Innocenzo Sabbatini. Em 1924, foi introduzido o nome "Città Giardino Aniene", para depois assumir a veste oficial de quartiere com o nome atual em 1951.
Foi notável a ativa participação dos habitantes e estudantes deste quartiere na resistência durante a ocupação alemã na Segunda Guerra Mundial; dois deles, os estudantes Ferdinando Agnini e Orlando Orlandi Posti, estavam entre as vítimas do Massacre da Fossa Ardeatina. 
Infelizmente, a "cidade-jardim", em sua formação original, resistiu por menos de trinta anos: já na década de 1950 começaram as substituições, com a demolição de vários dos villinos para dar lugar a pequenos prédios residenciais de ocupação mais intensiva. No início de 1953 foi inaugurado o cinema "Teatro Espero" (atual "Sala Bingo"), na Via Nomentana Nuova de frente para a Pinetina, um histórico pulmão verde do quartiere que existia do outro lado da Ponte Vecchio, a continuação do jardim original do Monte Sacro. Mais recentemente, se desenvolveram também as regiões residenciais ao longo da Via Conca d'Oro e Saccopastore.
Na segunda metade da década de 1960 foi criado o quartiere contíguo de Monte Sacro Alto, conhecido também como Talenti.

### Brasão
A descrição oficial do brasão de Monte Sacro inicialmente era como se segue: De azure encimado por uma montanha de or, coroado por oito estrelas de argento com cinco pontas e o motto "Nunquam sine luce". Em 1925, este brasão foi alterado para conter um "ramo de oliveira com o motto Pax, inspirado na lenda de Menênio Agripa". No ano seguinte, "foi concordado que o brasão do quartiere Monte Sacro, com o um ramo de oliveira e o motto Pax, modificado como se segue: De azure um montanha de or encimada por uma coroa de oito estrelas de argento com cinco pontas e o motto Nunquam sine luce".

## Vias e monumentos
- Fonte Acqua Sacra
- Ponte Nomentano
- Ponte di via delle Valli
- Ponte Tazio
- Riserva naturale Valle dell'Aniene

## Edifícios

### Outros edifícios
- Casa della Gioventù Italiana del Littorio (GIL)[4].

### Igrejas
- Santi Angeli Custodi
- San Clemente papa
- Santa Gemma Galgani
- Gesù Bambino a Sacco Pastore
- Santa Maria Assunta al Tufello
- Santissimo Redentore a Val Melaina